# René Prosper Tassin
René Prosper Tassin (Lonlay-l'Abbaye, 17 de noviembre de 1697 - París, 14 de septiembre de 1777) fue un monje benedictino e historiador francés.
Tras completar sus estudios de humanidades en el colegio de Saint-Germer, a los 21 años profesó en la abadía de St. Pierre de Jumièges, perteneciente a la congregación de San Mauro de la orden de San Benito. Allí conoció a su correligionario Charles-François Toustain, con quien en adelante colaboró inseparablemente en Jumièges, en la abadía de Saint Ouen de Ruan y la de Blancs Manteaux de París; juntos trabajaron en la edición de las obras de San Teodoro Estudita, que nunca llegaron a publicarse, y en el Nouveau traité de diplomatique, cuyos cuatro últimos volúmenes sacó tras la muerte de Toustain en 1754, asistido por Jean Baptiste Baussonnet. 
También dejó escrita la Histoire littéraire de la Congrégation de Saint-Maur, un catálogo de todos los escritores y publicaciones de la congregación desde su fundación en 1618 hasta 1770.